# Tuntange
Ne doit pas être confondu avec Tintange.
Tuntange (en luxembourgeois : Tënten  et en allemand : Tüntingen) est une section, un village et le chef-lieu de la commune luxembourgeoise d'Helperknapp située dans le canton de Mersch.

## Histoire
Le 1er janvier 2018, la commune fusionne avec Boevange-sur-Attert pour former la nouvelle commune de Helperknapp.

### Héraldique
La commune de Tuntange reçoit ses armoiries le 25 janvier 1983.
La partie inférieure est dérivée des armoiries des seigneurs de Hollenfels, Tuntange ayant fait partie de cette seigneurie.
La partie supérieure symbolise les trois châteaux de la commune.

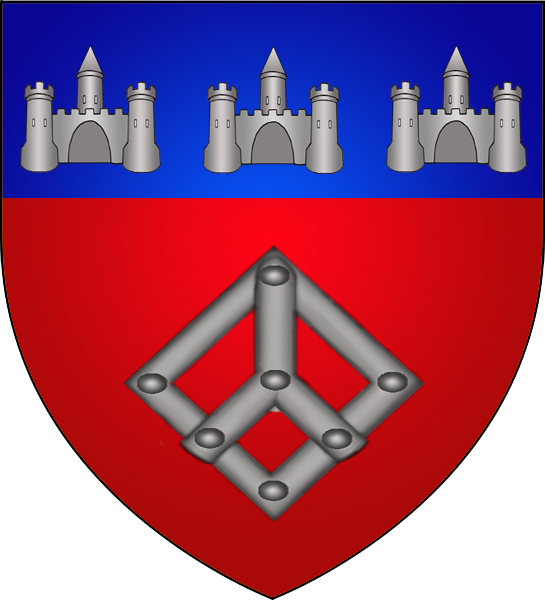

## Population et société

### Démographie
L'évolution du nombre d'habitants est connue à travers les recensements de la population effectués dans le pays depuis 1821. Les recensements décennaux de la population permettent de caler les chiffres sur la composition de la population par sexe, âge, nationalité et commune de résidence. Entre deux recensements, la population au 1er janvier de l’année {\displaystyle x} est évaluée en ajoutant à la population au 1er janvier de l’année {\displaystyle x-1} les soldes naturel (naissances {\displaystyle -} décès) et migratoire (arrivées {\displaystyle -} départs) de l'année. La même méthode est appliquée pour la répartition par âge au 1er janvier et les effectifs totaux par nationalité. 
Au 1er janvier 2017,  comptait 1 720 habitants.
| 1821 | 1851  | 1871  | 1880  | 1890 | 1900 | 1910 | 1922 | 1930 |
| ---- | ----- | ----- | ----- | ---- | ---- | ---- | ---- | ---- |
| 872  | 1 088 | 1 062 | 1 007 | 931  | 856  | 818  | 811  | 770  |

| 1935 | 1947 | 1960 | 1970 | 1978 | 1979 | 1981 | 1983 | 1984 |
| ---- | ---- | ---- | ---- | ---- | ---- | ---- | ---- | ---- |
| 801  | 681  | 616  | 568  | 586  | 594  | 626  | 670  | 660  |

| 1985 | 1986 | 1987 | 1988 | 1989 | 1990 | 1991 | 1992 | 1993 |
| ---- | ---- | ---- | ---- | ---- | ---- | ---- | ---- | ---- |
| 660  | 680  | 710  | 728  | 743  | 769  | 739  | 789  | 786  |

| 1994 | 1995 | 1996 | 1997 | 1998 | 1999 | 2000 | 2001  | 2002  |
| ---- | ---- | ---- | ---- | ---- | ---- | ---- | ----- | ----- |
| 838  | 862  | 875  | 895  | 898  | 914  | 970  | 1 027 | 1 034 |

| 2003  | 2004  | 2005  | 2006  | 2007  | 2008  | 2009  | 2010  | 2011  |
| ----- | ----- | ----- | ----- | ----- | ----- | ----- | ----- | ----- |
| 1 063 | 1 056 | 1 044 | 1 106 | 1 123 | 1 126 | 1 174 | 1 195 | 1 275 |

| 2012  | 2013  | 2014  | 2015  | 2016  | 2017  | - | - | - |
| ----- | ----- | ----- | ----- | ----- | ----- | - | - | - |
| 1 318 | 1 364 | 1 459 | 1 499 | 1 608 | 1 720 | - | - | - |

Pour des raisons techniques, il est temporairement impossible d'afficher le graphique qui aurait dû être présenté ici.

## Curiosités
- L’église Saints-Pierre-et-Paul
- Le platane remarquable